# ウェルズ級
ウェルズ級（-きゅう、Wells class）は、アメリカのSFテレビドラマ『スタートレック:ヴォイジャー』に登場する惑星連邦宇宙艦隊所属タイムシップの級名。

## 概要
タイムラインの監視、および修正を目的とするタイムシップ。ワープ航行も可能。船体はダークグレー色。ロシア軍のスホーイ47戦闘機を太らせたようなデザインで、船首側面にフェイザーアレイが設置されている。任務の性質上、艦内に高度な時間観測設備を備えており、人員を過去や未来へ時間を越えて転送することができる特殊なシステムを持つ。

## ウェルズ級タイムシップ
U.S.S.レラティビティ（U.S.S.Relativity　NCV-474439-G）　※29世紀の惑星連邦宇宙艦隊時間統合委員会所属
ブラクストン大佐の指揮。U.S.S.ヴォイジャーをテロリストによる破壊工作から守るため、地球暦2373年の過去からセブン・オブ・ナインを時間転送収容する。